# Pyrausta occidentalis
Pyrausta occidentalis là một loài bướm đêm trong họ Crambidae.